# Memoriał Ryszarda Nieścieruka 1998

## IV Memoriał im. Ryszarda Nieścieruka – Złoty Jubileusz Polskiej Ligi Żużlowej
Zawody były jednocześnie okazją do uczczenia przez wrocławski klub jubileuszu 50-lecia rozgrywek o Drużynowe Mistrzostwo Polski. W turnieju jubileuszowym triumfował Włókniarz Częstochowa, zaś w wyścigu mermoriałowym zwyciężył Sebastian Ułamek.
Organizatorzy przygotowali tym razem turniej par rozgrywany "oszukanym" systemem pucharowym. W wyścigu finałowym para Włókniarza Częstochowa pokonała duet wrocławski 5:1, zwyciężając cały turniej. Wrocławianie – jak zawsze w zawodach memoriałowych – jeździli dzielnie i ofiarnie. Do tego stopnia, że z trójki Piotr Baron, Adam Łabędzki, Dariusz Śledź na drugi stopień podium był w stanie wdrapać się po zawodach tylko ten pierwszy. "Łabędź" już w pierwszej fazie zawodów rozciął sobie nogę, a "Rybka" wpadł na bandę, doznając pęknięcia łokcia. Jego ambitna i skuteczna jazda skłoniła jednak działaczy do przedłużenia umowy z tym zawodnikiem.
Wyniki
- 24 października 1998 r. (sobota), Stadion Olimpijski (Wrocław). Sędzia – Józef Rzepa.

| Msc | Drużyna / Zawodnik                                            | Biegi                                   | Punkty   |
| --- | ------------------------------------------------------------- | --------------------------------------- | -------- |
| 1   | Włókniarz-Malma Częstochowa                                   | Włókniarz-Malma Częstochowa             | 26       |
| 1   | () Sebastian Ułamek () Sławomir Drabik () Mariusz Staszewski  | (2,2,3,3,3,3) (3,0,2,2,1,2) –           | 16 10 ns |
| 2   | WTS Atlas Wrocław                                             | WTS Atlas Wrocław                       | 22       |
| 2   | () Adam Łabędzki () Dariusz Śledź () Piotr Baron              | (u,-,-,-,-,-) (2,3,3,3,1,w) (2,2,2,3,1) | 0 12 10  |
| 3   | Stal-Van Pur Rzeszów                                          | Stal-Van Pur Rzeszów                    | 19       |
| 3   | () Piotr Świst () Piotr Winiarz () Andrzej Rybka              | (2,2,3,2,1,1) (0,3,0,0,0,2) –           | 14 5 ns  |
| 4   | Apator-DGG Toruń                                              | Apator-DGG Toruń                        | 19       |
| 4   | () Jacek Krzyżaniak () Mirosław Kowalik () Robert Kościecha   | (3,2,d,3,0,1) (2,3,1,1,-,-) (2,1)       | 9 7 3    |
| 5   | Unia Leszno                                                   | Unia Leszno                             | 13       |
| 5   | () Adam Skórnicki () Damian Baliński () Roman Jankowski       | (1,3,2,2) (0,1,3,1) –                   | 8 5 ns   |
| 6   | Pergo Gorzów Wlkp.                                            | Pergo Gorzów Wlkp.                      | 10       |
| 6   | () Krzysztof Cegielski () Tomasz Bajerski () Waldemar Walczak | (2,1,3,2) (1,0,1,d) –                   | 8 2 ns   |
| 7   | ZKŻ Polmos Zielona Góra                                       | ZKŻ Polmos Zielona Góra                 | 8        |
| 7   | () Grzegorz Walasek () Andrzej Huszcza () Maciej Bornecki     | (1,0,0,0) (3,1,2,1) –                   | 1 7 ns   |
| 8   | RKM Rybnik                                                    | RKM Rybnik                              | 4        |
| 8   | () Piotr Padowski () Eugeniusz Tudzież () Eugeniusz Sosna     | (0,-,0,-) (1,1,1,1) (0,0)               | 0 4 0    |

Wyścig po wyścigu
Runda zasadnicza:
1. Świst, Cegielski, Bajerski, Winiarz (Rzeszów-Gorzów A 0:3:3:0)
2. Krzyżaniak, Kowalik, Skórnicki, Baliński (Toruń-Leszno B 0:5:1:0)
3. Huszcza, Śledź, Walasek, Łabędzki (u) (Zielona Góra-Wrocław A 2:3:3:4)
4. Drabik, Ułamek, Tudzież, Padowski (Częstochowa-Rybnik B 5:5:1:1)
5. Winiarz, Świst, Huszcza, Walasek (Rzeszów-Zielona Góra A 2:8:3:5)
6. Skórnicki, Ułamek, Baliński, Drabik (Leszno-Częstochowa B 7:5:5:1)
7. Śledź, Baron, Cegielski, Bajerski (Wrocław-Gorzów A 7:8:4:5)
8. Kowalik, Krzyżaniak, Tudzież, Sosna (d) (Toruń-Rybnik B 7:10:5:2)
9. Śledź, Baron, Świst, Winiarz (Wrocław-Rzeszów A 12:9:4:5)
10. Baliński, Skórnicki, Tudzież, Padowski (Leszno-Rybnik B 7:10:10:3)
11. Cegielski, Huszcza, Bajerski, Walasek (Gorzów-Zielona Góra A 12:9:8:7)
12. Ułamek, Drabik, Kowalik, Krzyżaniak (d) (Częstochowa-Toruń B 12:11:10:3)

Kolejność po wyścigach eliminacyjnych:
| Grupa A | Grupa A                 | Grupa A | Grupa B | Grupa B                     | Grupa B |
| m-sce   | drużyna                 | punkty  | m-sce   | drużyna                     | punkty  |
| ------- | ----------------------- | ------- | ------- | --------------------------- | ------- |
| 1.      | WTS Atlas Wrocław       | 12      | 1.      | Włókniarz-Malma Częstochowa | 12      |
| 2.      | Stal-Van Pur Rzeszów    | 9       | 2.      | Apator-DGG Toruń            | 11      |
| 3.      | Pergo Gorzów Wlkp.      | 8       | 3.      | Unia Leszno                 | 10      |
| 4.      | ZKŻ Polmos Zielona Góra | 7       | 4.      | RKM Rybnik                  | 3       |

Ćwierćfinały:
13. Śledź, Baron, Tudzież, Sosna (Wrocław-Rybnik 5:1)
14. Ułamek, Drabik, Huszcza, Walasek (Częstochowa-Zielona Góra 5:1)
15. Świst, Skórnicki, Baliński, Winiarz (Rzeszów-Leszno 3:3)
16. Krzyżaniak, Cegielski, Kowalik, Bajerski (d) (Toruń-Gorzów 4:2)
Półfinały
17. Baron, Świst, Śledź, Winiarz (Wrocław-Rzeszów 4:2)
18. Ułamek, Kościecha, Drabik, Krzyżaniak (Częstochowa-Toruń 4:2)
Finał B
19. Świst, Winiarz, Krzyżaniak, Kościecha (Rzeszów-Toruń 5:1)
Finał A
20. Ułamek, Drabik, Baron, Śledź (w/u) (Częstochowa-Wrocław 5:1)

## IV Memoriał Ryszarda Nieścieruka
Wyścig memoriałowy:
Ułamek, Świst, Baron, Drabik (d)